# Louis-Charles de Grieu
Pour les articles homonymes, voir Grieu.
Louis-Charles de Grieu est un religieux et homme politique français né le 21 septembre 1755 à Saint-Benoît-d'Hébertot (Calvados) et décédé le 23 mars 1836 à Saint-Hymer.

## Biographie
Fils de Charles de Grieu, écuyer, seigneur de Montval, et de Marie Charlotte Porée, sa seconde épouse, il est issu d'une ancienne famille de la noblesse du Pays d'Auge, en Normandie.
Il entreprend des études théologiques en 1779, l'année même où Henri Emmanuel de Roquette, prieur commendataire proche du jansénisme, du prieuré de Saint Hymer, résigne en sa faveur le bénéfice dudit prieuré. En 1787, il est ordonné prêtre. 
En 1789, il est élu député du clergé du bailliage de Rouen pour les états généraux de 1789.
De septembre 1789 à janvier 1790, il est membre du comité des Rapports de l'Assemblée constituante.
Le 13 avril 1790, il proteste aux Capucins contre la suppression des titres. Le 19 avril 1790, il se prononce en faveur de la religion catholique comme religion d'État.
Il vote contre les assignats et contre le rattachement d'Avignon au royaume de France.
Le 8 septembre 1791, il proteste contre la constitution. En 1791, son nom figure sur trois listes de droite.
Il achète les bâtiments du prieuré de Saint Hymer lorsque ces bâtiments sont vendus comme bien national. Il n'émigre pas à la Révolution et continue à résider dans son ancien prieuré jusqu'à sa mort.